# Лагоа-дус-Патус (Минас-Жерайс)
Лагоа-дус-Патус (порт. Lagoa dos Patos) — муниципалитет в Бразилии, входит в штат Минас-Жерайс. Составная часть мезорегиона Север штата Минас-Жерайс. Входит в экономико-статистический микрорегион Пирапора. Население составляет 4701 человек на 2006 год. Занимает площадь 599,449 км². Плотность населения — 7,8 чел./км².

## История
Город основан 1 марта 1962 года. 

## Статистика
- Валовой внутренний продукт на 2003 год составляет 12 707 443,00 реалов (данные: Бразильский институт географии и статистики).
- Валовой внутренний продукт на душу населения на 2003 год составляет 2769,71 реалов (данные: Бразильский институт географии и статистики).
- Индекс развития человеческого потенциала на 2000 год составляет 0,657 (данные: Программа развития ООН).